# Manuela Delilaj
Manuela Delilaj, po mężu Manuela Batku (ur. 9 maja 1966) – albańska strzelczyni posiadająca również brytyjskie obywatelstwo, olimpijka i medalistka mistrzostw świata.

## Kariera sportowa
Specjalizowała się w strzelaniach pistoletowych. Strzelectwo zaczęła uprawiać w 1983 roku. Jako juniorka zajęła 5. miejsce w pistolecie sportowym podczas mistrzostw Europy w 1985 roku. Rok później podczas mistrzostw świata zdobyła brązowy medal w pistolecie sportowym z 25 m w zawodach drużynowych (startowała wraz z Djaną Matą i Edlirą Shyti).
W 2019 roku wzięła udział w mistrzostwach Europy. Na turnieju w Bolonii zajęła 34. miejsce w pistolecie sportowym z 25 m, zaś podczas zawodów w Osijeku uplasowała się na 41. miejscu w pistolecie pneumatycznym z 10 m. W tej samej konkurencji była 56. w 2018 roku i 61. w 2020 roku. Kilkukrotnie uczestniczyła w zawodach Pucharze Świata (m.in. 52. miejsce w pistolecie sportowym z 25 m w 2018 roku). 
W 2019 roku uczestniczyła także w igrzyskach europejskich. Indywidualnie osiągnęła na nich 28. pozycję w pistolecie pneumatycznym z 10 m i 33. miejsce w pistolecie sportowym z 25 m. W drużynowych zawodach mieszanych w pistolecie pneumatycznym z 10 m zajęła ostatnie 27. miejsce.
Wzięła udział w Letnich Igrzyskach Olimpijskich 2020 w dwóch konkurencjach. Zajęła 37. miejsce w pistolecie pneumatycznym z 10 m i ostatnią 44. pozycję w pistolecie sportowym z 25 m. W czasie drugiej z wymienionych konkurencji startowała z kontuzją prawej ręki.

## Wyniki

### Igrzyska olimpijskie
| Igrzyska   | Konkurencja                 | Wynik                        | Miejsce | Źródło        |
| ---------- | --------------------------- | ---------------------------- | ------- | ------------- |
| Tokio 2020 | Pistolet pneumatyczny, 10 m | 565 pkt. (93–93–94–95–97–93) | 37      | [ 9 ]         |
| Tokio 2020 | Pistolet sportowy, 25 m     | 556 pkt. (92–95–93–94–92–90) | 44      | [ 10 ] [ 11 ] |

### Medale mistrzostw świata
Opracowano na podstawie materiałów źródłowych:
| Mistrzostwa | Konkurencja                        | Wynik             | Miejsce |
| ----------- | ---------------------------------- | ----------------- | ------- |
| Suhl 1986   | Pistolet sportowy, 25 m, drużynowo | 1745 pkt. (druż.) |         |